# 아바스 1세
아바스 1세(페르시아어: عباس یکم, 로마자: ʿAbbās yekom, 1571년 1월 27일 ~ 1629년 1월 19일)는 일반적으로 아바스 대제(페르시아어: عباس بزرگ, 로마자: ʿAbbās-e Bozorg, 영어: Abbas the Great)로 알려져 있으며, 1588년부터 1629년까지 이란을 통치한 사파비 제국의 제5대 샤이다. 샤 모하마드 호다반다의 셋째 아들로, 그는 이란 역사에서 가장 중요한 군주 중 한 명이자 사파비 왕조의 가장 위대한 통치자로 평가된다.
아바스가 통치하던 시기의 사파비 이란 군사적, 정치적, 경제적 번영의 정점에 있었으나, 즉위 당시 국가는 혼란에 빠져 있었다. 그의 아버지인 샤 모하마드의 미숙한 통치 아래 키질바시군 내부의 분열이 심화되었고, 이 과정에서 아바스의 어머니와 형이 살해되었다. 한편, 오스만 제국과 우즈베크족과 같은 외적들은 이러한 정치적 혼란을 틈타 이란 영토를 침략하였다. 1588년, 키질바시군의 지도자 중 한 명인 무르시드 굴리 칸이 쿠데타를 일으켜 샤 모하마드를 폐위시키고, 16세의 아바스를 왕위에 올렸다. 그러나 아바스는 곧 직접 권력을 장악하게 되었다.
그는 수많은 체르케스인, 조지아인, 아르메니아인 노예 병사들을 행정과 군대에 편입하는 '길만 제도'를 발전시켰다. 이러한 새로운 사회 계층은 그의 선왕들이 이미 도입했던 것이었으나, 아바스 치하에서 더욱 확장되었다. 이를 통해 그는 키질바시 세력의 권력을 약화시키고, 행정부와 왕실, 군대에서의 지배력을 강화할 수 있었다. 이러한 개혁과 군대의 재정비 덕분에 그는 오스만 제국과 우즈베크족을 상대로 성공적인 전쟁을 치르며, 카헤티를 포함한 이란의 잃어버린 영토를 되찾았다. 그러나 카헤티에서는 대규모 학살과 강제 이주 정책을 단행하기도 했다. 1603년~1618년 오스만 전쟁이 끝날 무렵, 아바스는 트란스캅카스(남캅카스)와 다게스탄뿐만 아니라 서아르메니아와 메소포타미아의 광대한 지역을 다시 확보했다. 또한 그는 포르투갈과 무굴 제국으로부터 영토를 되찾았으며, 다게스탄을 넘어 북캅카스 지역으로 이란의 영향력을 확장하였다.
압바스는 건축을 중시한 군주였으며, 수도를 카즈빈에서 이스파한으로 이전하여 사파비 건축의 정점을 이루게 했다.
이란 남부의 항구 도시 반다르아바스는 그의 이름을 본따서 명명되었다.

## 같이 보기
- 샤 모스크